# Elias Canetti
Pour les articles homonymes, voir Canetti.

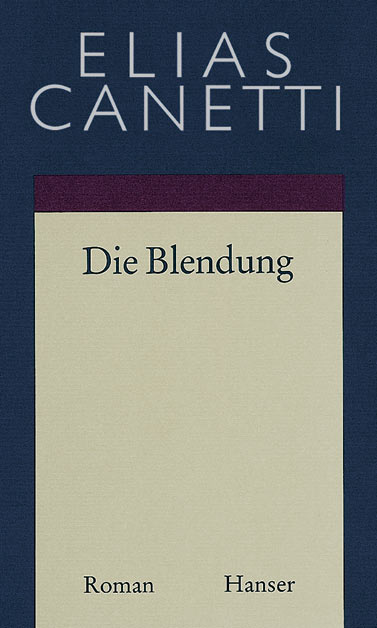
„Cécité“, 1931

Elias Canetti est un écrivain d'expression allemande,, né le 25 juillet 1905 à Roussé (principauté de Bulgarie sous contrôle de l'Empire ottoman) et mort le 14 août 1994 à Zurich. Il est devenu citoyen britannique en 1952 et a longtemps résidé en Suisse. Il a reçu le prix Nobel de littérature en 1981. Canetti est souvent associé à la littérature autrichienne mais il couvre une perspective plus large. Son œuvre a défendu une idée pluraliste de la culture européenne dans sa richesse et sa diversité, liée à un parcours de vie singulier. Il est l'auteur d'analyses de grande envergure sur le XXe siècle et de réflexions détaillées sur les mécanismes humains et les modes de fonctionnement psycho-sociaux,.
Son œuvre est composée de pièces de théâtre, d'un unique roman, d'essais, de recueils d'aphorismes et d'une autobiographie en quatre volumes.

## Biographie

### Enfance et adolescence ici et là en Europe
Elias Jacques Canetti, fils d'une famille juive séfarade, naît en 1905 dans la ville de Roustchouk (actuellement Roussé) sur la rive sud du Danube en Bulgarie à la frontière roumaine. Ses parents, Jacques Elias (Elieser) Canetti et Mathilde née Arditti, sont issus tous deux de familles de commerçants juifs séfarades fortunés.
De nombreuses nationalités, ethnies et langues se croisaient dans cette région. Canetti lui-même, dans le premier tome de son autobiographie, le commente : « (...) et l'on pouvait entendre parler sept ou huit langues dans la journée. Hormis les Bulgares (...), il y avait beaucoup de Turcs (...) et, juste à côté, le quartier des séfarades espagnols, le nôtre. On rencontrait des Grecs, des Albanais, des Arméniens, des Tziganes. Les Roumains venaient de l'autre côté du Danube (...). Il y avait aussi des Russes, peu nombreux il est vrai. » À la lumière de son œuvre, on comprend que cette multitude de cultures est symbolique d’un état d’esprit européen avant la lettre chez Canetti et a en fait présagé son futur cursus culturel à travers l’Europe. La première langue qu’il parle en famille est l’espagnol des séfarades : le ladino.
Bien que la Bulgarie obtienne son indépendance totale vis-à-vis de l’Empire ottoman en 1908, Canetti conservera la nationalité turque. Deux frères naissent en 1909 et 1911, respectivement Nissim et Georg.
En 1911, la famille déménage en Grande-Bretagne à Manchester pour que son père puisse rejoindre l’affaire florissante montée par deux de ses beaux-frères à la suite du décès de l'un d'eux. Puis en 1912, c’est la subite mort du père de Canetti à l’âge de 31 ans. Après ce traumatisme, les Canetti décident de déménager à Vienne en Autriche ; ils s'arrêtent en chemin à Lausanne en Suisse, pour quelques mois : c’est là que Mathilde prodigue à son fils, de manière très coercitive, ses premières leçons en langue allemande, uniquement utilisée auparavant entre elle et son mari. L'allemand, si l'on tient compte de toutes les langues parlées dans la famille, n'arrive qu'en cinquième position dans l'éducation du jeune Elias (après le ladino, le bulgare, l’anglais et le français). Il s'agit pourtant de sa deuxième « langue maternelle » stricto sensu. C'est uniquement avec cette langue qu'il bâtira son œuvre, et il lui restera fidèle en tout temps, même en exil,.
En 1916, les Canetti quittent l’Autriche et s’établissent à Zurich en Suisse : Elias va passer la plus marquante partie de son adolescence dans cette ville avec laquelle il tissera des liens singuliers. Rapidement et pour des raisons de santé, Mathilde retourne à Vienne et son fils aîné reste seul à Zurich, confié à un pensionnat de jeunes filles (où il est l’unique garçon), afin de pouvoir mener à terme ses études au Gymnasium. Il obtiendra en 1924 son Abitur à l’issue de trois années scolaires passées à Francfort, en Allemagne. À cette époque, c’est déjà le monde de l’art et de la littérature qui le séduit mais sa famille le presse de suivre un cursus universitaire sérieux.

### Premiers pas dans le monde de la culture
Entre 1924 et 1929, il vit à Vienne où il étudie la chimie et est bientôt reçu docteur.
Pendant cette période, il entreprend de nombreux voyages à travers l'Europe, notamment à Paris, en Bulgarie et à Berlin. C’est également pendant cette époque charnière de l’histoire, où l’on peut entendre les premiers bruits de bottes en Allemagne, qu’il développe de façon autodidacte ses connaissances puis ses théories artistiques en participant à des rencontres d’intellectuels — des salons — et aussi en travaillant sur ses premières idées littéraires. Canetti fera la connaissance de Karl Kraus, un intellectuel polémiste, fondateur de la revue Die Fackel (Le Flambeau), qui aura une influence majeure sur lui. Il rencontre peu après sa future femme : Venetiana (dite Veza) Taubner-Calderon. Pour subvenir à ses besoins et pour écrire, il traduit en allemand plusieurs livres de l’anglais. Toutes ses activités le happent et le poussent à délaisser la chimie et son enseignement.
En effet, il va entre autres fréquenter les réunions qui s’organisent autour d’Alma Mahler, la veuve du compositeur Gustav, et entamer la rédaction de son roman Die Blendung (Auto-da-fé) ainsi que d'œuvres théâtrales. Il rencontrera des personnalités du monde de la culture comme Bertolt Brecht, George Grosz, Alban Berg, Robert Musil...
Le 15 juillet 1927, un événement marque à jamais sa vie et son œuvre : une manifestation populaire qui tourne à l’incendie du palais de justice de Vienne. Cela provoque en lui le désir d’analyser et de comprendre le rapport entre les comportements de masse et le pouvoir. Il étudie alors cette problématique centrale de l’histoire du XXe siècle jusqu’en 1960, date de la publication de l’œuvre majeure de sa vie, Masse und Macht (Masse et puissance), presque exclusivement consacrée à cette phénoménologie des masses ainsi qu'à l'illustration de toutes les manifestations du pouvoir politique : « Il se peut que toute la substance du 15 juillet soit entièrement passée dans Masse et puissance. ». Canetti s'y débarrasse de toutes les théories préexistantes à l'époque et cherche à « arracher le masque » de la figure centrale du pouvoir qu'il nomme le « survivant », pour « prendre le siècle à la gorge ».

### Un intellectuel en exil
Ainsi, l’imposant travail de recherche pour Masse et puissance, qui brasse plusieurs périodes d'Histoire et de multiples références transdisciplinaires, occupe la plus grande partie de son temps. Toute son œuvre à suivre reprend d'ailleurs la majeure partie des thèmes qu'il y développe ainsi que son aspect d'analyse anthropologique. Le début des années 1930 voit la publication de ses premiers écrits. En 1932, sous l'influence de l'opéra Wozzeck, Canetti rédige la pièce Die Hochzeit (Noce) suivie en 1933 de Komödie der Eitelkeit (La Comédie des vanités) qui évoque l'autodafé des livres dans l'Allemagne nazie. Par le biais d'une technique proche du théâtre populaire viennois et qui doit également beaucoup à Karl Kraus, l'auteur dépeint une société totalitaire qui interdit toute forme d'autoréflexion.
En 1934, Canetti se marie avec Veza.
Die Blendung (Auto-da-fé) paraît en 1935 dans l'indifférence générale. D'abord intitulé Kant verbrennt (Kant brûle), l'unique roman de l'auteur se veut primitivement une « Comédie humaine à l'image de fous ». Proche de l'univers de Franz Kafka et Samuel Beckett, l'œuvre décrit avec une précision sèche la dérive du sinologue Peter Kien vers la folie. Prisonnier de ses livres et victime d'un entourage abject, le protagoniste se suicide en brûlant sa bibliothèque de vingt-cinq mille ouvrages. Parabole sur le combat entre l'esprit et l'existence, l'intellect et la barbarie, la liberté et la manipulation puis l'individu et la masse, Auto-da-fé est achevé dès 1931. Seuls quelques amis et un petit cercle d'initiés dont Musil, Berg et Hermann Broch prennent conscience de l'ampleur de l'œuvre et de son exceptionnelle nouveauté pour l'époque.
La mort de sa mère en 1937 lui cause une grande crise psychologique.
À la suite de l’Anschluss, l’annexion de l’Autriche à l’Allemagne d’Adolf Hitler en 1938, le couple Canetti quitte l’Autriche et se rend à Londres en passant quelque temps à Paris. Dès 1942, l'auteur prend chaque jour des notes (Aufzeichnungen), développant toutes sortes de réflexions et ce, jusqu’à sa mort. En 1946 paraît Au-to-dafé en anglais et en 1949 en français où il fut d'abord traduit sous le titre La Tour de Babel. L'écrivain reçoit la nationalité britannique en 1952. Un voyage au Maroc en 1954 amène à l'élaboration du livre Die Stimmen aus Marrakech (Les Voix de Marrakech) composé à partir de notes quotidiennes prises au cours de ce séjour. En 1956, sa troisième pièce de théâtre, Die Befristeten (Les Sursitaires) est mise en scène à Oxford.
Masse et puissance paraît enfin en 1960 et obtient un écho mondial par son thème et par ses nombreuses traductions. Cette étude s’oppose largement à la vision de Sigmund Freud et de Gustave Le Bon sur le sujet. Le succès lui permet de publier l'ensemble de ses pièces en 1964. Les premières de Die Hochzeit et Komödie der Eitelkeit provoquent d'ailleurs un scandale retentissant un an plus tard.
Veza meurt en 1963. Canetti se rapproche alors d’une de ses amies de longue date, Hera Buschor, restauratrice au Kunsthaus de Zurich, qui l’aide à traverser une grave dépression faisant suite à la disparition de son épouse. Pendant plusieurs années, Canetti alterne les séjours à Londres et à Zurich où habite sa nouvelle compagne, ce qui conduit à leur mariage en 1971. Leur fille Johanna naît l’année suivante, évènement qui convainc le couple de s'établir définitivement à Zurich, à la Klosbachstrasse 88 dans le Züriberg (colline de l’est de la ville). En 1969, il édite Der Andere Prozess. Briefe an Felice (L'Autre Procès) qui revient sur la correspondance entre Kafka et Felice Bauer.
Dans les années 1970, il parcourt l’Europe à plusieurs reprises pour donner des conférences. En 1977 paraît le premier tome de son autobiographie, laquelle rencontre un grand succès critique et public. Il est suivi de son vivant par deux volumes, puis par un quatrième et dernier en 2003 à titre posthume, finalisé par sa fille sur la base des notes retrouvées ou laissées. Largement marqué par ses lectures de Michel Eyquem de Montaigne et Blaise Pascal, Canetti s'avère soucieux d'écrire dans une langue précise, éloignée des conventions et des poncifs. En ce sens, il publie un essai aphoristique en 1978 : Die Provinz des Menschen (Le Territoire de l'homme), expérience qu'il renouvelle plus tard, en 1992 avec Die Fliegenpein (Le Collier des mouches). Il a aussi écrit une galerie de « caractères » en 1974, dans la lignée de Théophraste et de Jean de La Bruyère, avec Der Ohrenzeuge (Le Témoin auriculaire).
Toutes ses recherches d'écriture et la rigueur de ses analyses historiques, psychologiques et sociales lui valent le prix Büchner en 1972.
En 1981, il reçoit le prix Nobel de littérature « pour ses écrits marqués par l'ampleur de sa vision, la richesse de ses idées et sa puissance artistique ».
Il vit ensuite relativement coupé du monde, n'entretenant plus de contact avec la presse. Sa femme Hera décède en 1988. Peu après, il abandonne son appartement londonien.
Elias Canetti meurt le 14 août 1994 à Zurich. La ville de Zurich a offert à sa famille – qui a accepté – la possibilité de l'enterrer à côté de James Joyce dans le cimetière de Fluntern, voisin du zoo de Zurich dans le Züriberg.

### Famille
Lorsque les juifs espagnols ont dû quitter l’Espagne vers la fin du XVe siècle, la famille portait le nom de Cañete qui faisait référence à Canet-en-Roussillon dont elle était originaire. Il s’est italianisé en Canetti lors de son installation à Venise.
- Grands-parents : Elias Canetti, commerçant en gros en denrées coloniales en Bulgarie, grand-père paternel.
- Parents :
  - Jacques Elias (Elieser) Canetti, 1er septembre 1881-8 octobre 1912, mort à 31 ans.
  - Mathilde Arditti, 30 Mars 1886 -15 juin 1937.
- Fratrie :
  - Elias Canetti, 1905-1994 ; prénom du grand-père paternel.
  - Nissim (Jacques) Canetti, 1909-1997 ; prénom du père. Haut cadre de l’industrie du disque en France et promoteur de nombreux artistes, il a lancé Jacques Brel en 1954 en lui permettant d'enregistrer son premier album ; il a aussi fondé à Montmartre le cabaret les Trois Baudets. En 1978, il a écrit ses mémoires : On cherche jeune homme aimant la musique. Il a eu deux enfants, Bernard et Françoise, tous deux actifs dans l'édition.
  - Georg (Georges) Canetti, 23 janvier 1911-27 août 1971 ; Georges « comme le nouveau roi d’Angleterre ». Médecin et biologiste français spécialiste de la tuberculose, il a longtemps été lié à l’institut Pasteur.
- Cousins :
  - Par sa mère Mathilde (née Arditti), Elias est le cousin germain du peintre français Georges Arditi (1914-2012), père des comédiens Pierre, Catherine, Danièle et Rachel Arditi.
  - Toujours par sa mère, il est le cousin germain de Victoria Kahmi Arditti (Istanbul 1905-Madrid 1997), pianiste virtuose, épouse du compositeur Joaquin Rodrigo.
  - Il compte également comme cousin l'éditeur Raphaël Sorin[13].
- Épouses :
  - Venetiana (Veza) Taubner-Calderon, 21 novembre 1897-1er mai 1963.

Écrivaine, auteure entre autres de « La Patience des roses », elle n'a été publiée que longtemps après sa mort.
- - Hera Buschor, 12 mars 1933-29 avril 1988, mère de Johanna.
- Enfant : Johanna, née en 1972, musicienne.

### Nationalités
Elias Canetti, devenu citoyen britannique en 1952, a été titulaire de deux passeports, turc puis britannique. Le prix Nobel lui a été remis à titre d’auteur autrichien. Un débat s'ouvre à cet égard au sein du comité de Stockholm car plusieurs pays réclament le fait d'être cités dans l'attribution de cette récompense dont la Bulgarie, son pays natal, l'Allemagne qui intègre Canetti à la littérature de langue allemande, le Royaume-Uni dont il est citoyen ou encore la Suisse dont il est résident. A posteriori, le site de la Fondation Nobel classe Canetti comme écrivain britannique.

## Œuvre

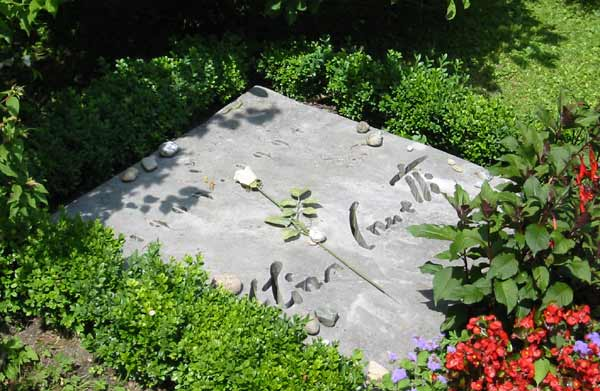
La tombe d'Elias Canetti, à Zürich

L'œuvre majeure d'Elias Canetti est son essai Masse et Puissance, publié en 1960. Il n'a écrit et publié qu'un seul roman, Auto-da-fé, en 1935. Son autobiographie, commencée en 1971 et publiée dès 1977, est constituée de quatre ouvrages : La Langue sauvée - Histoire d’une jeunesse 1905-1921 (1977), Le Flambeau dans l’oreille - Histoire d’une vie 1921-1931 (1980), Jeux de regards - Histoire d’une vie 1931-1937 (1985) et Les Années anglaises publié à titre posthume en 2003.
En 2024, les 30 ans de la mort d'Elias Canetti lèvent l'embargo sur ses documents confidentiels à la Bibliothèque centrale de Zurich. Après une première purge menée par Canetti, il a conservé 30 cartons de lettres et de journaux intimes du 21 octobre 1941 au 30 décembre 1986, qui ont pu être examinés. Le biographe de Canetti, Sven Hanuschek, a noté que les archives de Canetti témoignent d'une intention claire (surtout après son second mariage) « d'écrire une comédie humaine sur des fous » — huit romans au total. Il n'en a écrit qu'un, Autodafé. Un autre roman prévu était L'Ennemi de la mort, qui raconte l'histoire d'un fou qui serait frappé et tué par une météorite à la fin. La levée de l'embargo révélera, selon Hanuschek, des passages supprimés de livres autobiographiques, avant tout pour protéger les personnes qui y étaient mentionnées. La Fondation Canetti prévoit de publier de nouvelles éditions incluant ces passages supprimés à partir de 2025.

### Ouvrages
- 1932 : Noces (?), Hochzeit, théâtre.
- 1935 : Auto-da-fé (1949, tout d’abord traduit par La Tour de Babel), Die Blendung, unique roman de Canetti.
- 1950 : Comédie des vanités (1950), Komödie der Eitelkeit, théâtre.
- 1956 : Die Befristeten (Les Sursitaires), The numered, théâtre, à Londres.
- 1960 : Masse et Puissance, Masse und Macht, essai, ouvrage d’anthropologie sociologique (ISBN 2070705072).
- 1962 : Welt im Kopf (Le Monde dans la tête), écrits divers.
- 1965 : Aufzeichnungen 1942-1948, notes et réflexions.
- 1968 : Les Voix de Marrakech (1980), Die Stimmen von Marrakesch, notes et réflexions (ISBN 2226010327).
- 1969 : L’Autre Procès - Lettres de Kafka à Félice (1989), Der andere Prozess - Kafkas Briefe an Felice [Bauer], essai (ISBN 2070281515).
- 1970 : Aufzeichnungen 1949-1970, notes et réflexions.
- 1972 : Die Gespaltene Zukunft - Aufzätze und Gespräche (L’Avenir divisé - Essais et conférences), essai.
- 1973 : Le Territoire de l’homme - Réflexions 1942-1972 (1974), Die Provinz des Menschen - Aufzeichungen 1942-1972, recueil de notes ayant déjà paru séparément en allemand (ISBN 2226006079) (trad. franç. d'Armel Guerne, Albin Michel, 1978).
- 1974 : Le Témoin auriculaire - Cinquante caractères (1985), Der Ohrenzeuge - Fünfzig Charaktere, série de portraits, (ISBN 2226022317).
- 1975 : La Conscience des mots (1984), Das Gewissen der Worte, essais (ISBN 2226020640).
- 1977 : La Langue sauvée - Histoire d’une jeunesse 1905-1921 (1978), Die gerettete Zunge - Geschichte einer Jugend, 1er tome de l’autobiographie (ISBN 2226159681).
- 1980 : Le Flambeau dans l'oreille Histoire d’une vie 1921-1931 (1980), Die Fackel im Ohr - Lebensgeschichte 1921-1931, autobiographie (ISBN 2226014241).
- 1985 : Jeux de regards - Histoire d’une vie 1931-1937 (1987), Das Augenspiel - Lebensgeschichte 1931-1937, autobiographie (ISBN 2226031243).
- 1985 : Théâtre, recueil francophone (ISBN 2226025561).
- 1987 : Le Cœur secret de l’horloge - Réflexions 1973-1985 (1989), Das Geheimherz der Uhr - Aufzeichnungen 1973-1985, notes et réflexions (ISBN 2226038299), traduit par Walter Weideli, Albin Michel, 1989.
- 1992 : Le Collier de mouches (1995), Die Fliegenpein, notes et réflexions (ISBN 2226075755), traduit par Walter Weideli, Albin Michel, 1995 .
- 1994 : Notes de Hampstead - 1954-1971 (1997), Nachträge aus Hampstead - Aus den Aufzeichnungen 1954-1971, notes et réflexions (ISBN 2226095144), traduit par Walter Weideli, Albin Michel, 1997.
- 1996 : Aufzeichnungen 1992-1993, notes et réflexions.
- 1998 : Écrits autobiographiques, recueil qui contient La Langue sauvée, Le Flambeau dans l’oreille, Jeux de regards, Le Territoire de l’homme et Le Cœur secret de l’horloge (ISBN 225313239X).
- 1999 : Aufzeichnungen 1973-1984, notes et réflexions.
- 2003 : Les Années anglaises (2005), Party im Blitz - Die englischen Jahre, autobiographie, quatrième opus (ISBN 2226159630).
- 2005 : Aufzeichnungen für Marie-Louise, notes de 1942.
- 2018 : Le livre contre la mort, traduit par Bernard Kreiss, à partir des notes et de réflexions inédites découvertes après sa mort, Albin Michel.  (ISBN 9782226320865)

### Correspondance
- Veza et Elias Canetti, Lettres à Georges, trad. de l'allemand par Claire de Oliveira, Paris, Albin Michel, 2009 [correspondance qui s'échelonne sur la période 1933-1959]
- Elias Canetti et Marie-Louise von Motesiczky (trad. de l'allemand par Nicole Taubes), Amant sans adresse : Correspondance 1942-1992, Paris, A. Michel, 2013, 461 p. (ISBN 978-2-226-25196-1 et 2-226-25196-0).

## Honneurs
- 1949 : grand prix international du Club français du livre.
- 1966 : grand prix littéraire de la ville de Vienne (Literatur Preis der Stadt Wien (de)).
- 1966 : prix de la critique allemande (Deutscher Kritikerpreis).
- 1968 : grand prix de l’État autrichien (Österreichischer Staatpreis (de)).
- 1969 : prix de l’académie de Bavière (Literaturpreis der Bayerischen Akademie der schönen Künste (de)).
- 1971 : prix littéraire du Cercle culturel de l’industrie allemande (Literaturpreis des Kulturkreises im Bundesverband der deutschen Industrie).
- 1972 : prix Georg-Büchner.
- 1975 : docteur honoris causa de l’université de Manchester.
- 1975 : Prix Nelly-Sachs.
- 1975 : Prix allemand du disque (de), pour une lecture de Ohrenzeuge sur vinyle.
- 1976 : docteur honoris causa de l’université Louis-et-Maximilien de Munich.
- 1977 : prix Gottfried-Keller.
- 1979 : ordre (médaille allemande pour les sciences et arts) « Pour le Mérite ».
- 1980 : prix Peter-Hebel.
- 1981 : prix Franz-Kafka.
- 1981 : prix Nobel de littérature.
- 1983 : grand-croix Pour le mérite (médaille allemande pour les sciences et les arts) de la RFA.